# Wat is eigendom?
Wat is eigendom? (oorspronkelijk in Frans: Qu'est-ce que la propriété?) is een filosofisch boek van de Franse anarchist Pierre-Joseph Proudhon uit 1840, waarin het concept eigendom wordt bekritiseerd. Proudhon formuleerde in het boek de stelling: eigendom is diefstal. In het boek noemde hij als eerste persoon zichzelf anarchist en introduceerde de term anarchisme. 

## Achtergrond
Proudhon kwam uit een arm gezin en kreeg door het schrijven van een taalkundig geschrift een studiebeurs om in Parijs te studeren. In 1839 publiceerde Proudhon het werk Over de zondagsviering (De la célébration du Dimanche) als inzending voor een prijsvraag van de Academie van Besançon. Hierin pleitte Proudhon voor het behoud van de zondagsrust omdat het de enige vrije dag was voor de arbeiders. In dit werk schreef Proudhon: "Eigendom is de laatste van de valse goden".
De publicatie van het boek Wat is Eigendom? in 1840 zorgde voor veel afkeurende reacties. Hoewel de meerderheid van het bestuur van de Academie van Besançon vond dat de beurs aan Proudhon zou moeten worden stopgezet, was er echter geen tweederdemeerderheid die benodigd was en hierdoor behield Proudhon zijn beurs. In deze periode leefde Proudhon in armoede omdat zijn drukkerij niet goed liep. Hij liep rond met de gedachte om zelfmoord te plegen door zich in de Seine te werpen. Het werd bekend dat binnen de Franse regering de wens bestond om Proudhon te vervolgen wegens het boek en om beslag te leggen op alle exemplaren van het boek. De econoom Adolphe Blanqui schreef een verslag over het boek in de Académie des Sciences morales et politiques waarin het als een degelijk juridische en filosofische verhandeling werd behandeld. De minister van Justitie sprak zich uit tegen vervolging na een briefwisseling met Blanqui.
Proudhon schreef een tweede verhandeling over eigendom en droeg deze op aan Adolphe Blanqui. Deze verhandeling werd gepubliceerd in april 1841. Proudhon beweerde hierin dat het hypocriet was om zijn kritiek op eigendom te veroordelen, want de overheid schond het eigendomsrecht door onteigeningen, de wet op kinderarbeid, enzovoort. De tweede verhandeling wordt vaak bijgevoegd aan Wat is Eigendom?. Omdat de tweede verhandeling aan Blanqui was opgedragen, werd Blanqui verdacht van een complot met Proudhon om eigendom af te schaffen. Blanqui stuurde hierop een brief aan de minister waarin hij de absurditeit van deze beschuldiging bewees, waarna het onderzoek stop werd gezet.

## Inhoud

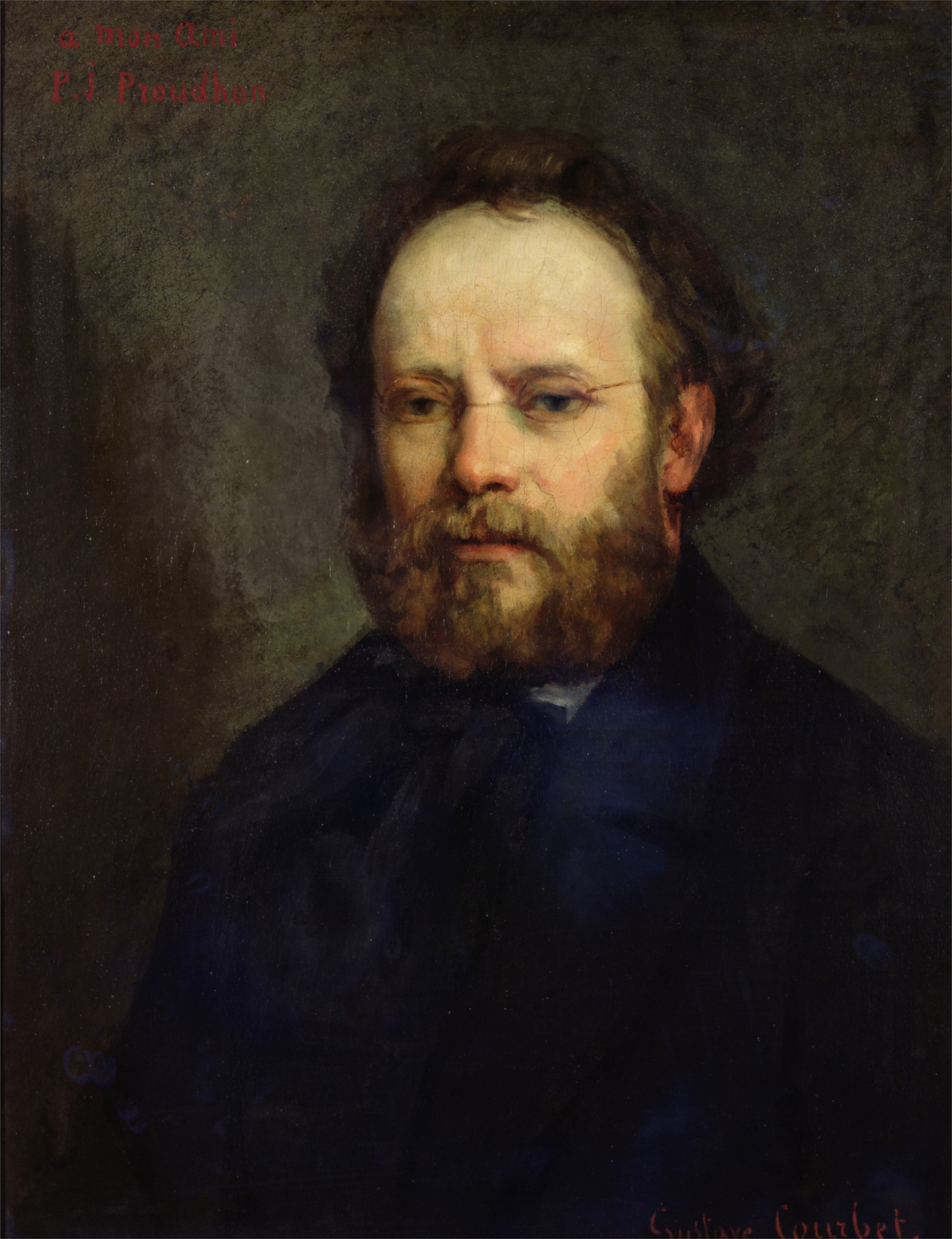
Portret van Pierre Joseph Proudhon uit 1865

### Eigendom, bezit en vruchtgebruik
Proudhon maakte onderscheid tussen bezit en eigendom, net zoals de Romeinse Republiek. Een eigenaar van een huis kan het huis verhuren aan iemand anders, waarbij de huurder dan de bezitter is. Iemand die woont in een huis dat hij gekocht heeft, is tegelijkertijd eigenaar en bezitter van het huis.
Over de primaire rechtshandeling voor het verkrijgen van eigendom bestaan er twee theorieën: de occupatietheorie en de arbeidstheorie. De occupatietheorie beweert dat diegenen die het eerst iets bezet (occupeert) dan automatisch het eigendomsrecht hierover krijgt. De arbeidstheorie beweert dat eigendom voortkomt door het uitoefenen van arbeid. De arbeidstheorie is ook gebaseerd op occupatie, want voordat men ergens arbeid op kan uitoefenen moet men het bezetten. Volgens de arbeidstheorie mag men niet arbeiden op zaken die al bezet zijn, maar men kan wel door arbeid iets tot eigendom nemen als het grond of grondstof niet is geoccupeerd. Dit is het principe van de eerste occupatie, met daarbij een extra voorwaarde. Daarom geldt de kritiek op de occupatietheorie ook voor de arbeidstheorie, aldus Proudhon.
In Wat is eigendom? pleit Proudhon voor de vervanging van eigendom door vruchtgebruik. Vruchtgebruik betekent dat iedere mens het recht heeft op het bezit van de verdiensten van zijn arbeid. Bijvoorbeeld, iemand die arbeid uitoefent op een akker mag daarvan de vruchten plukken. Als hij stopt met arbeid leveren op de grond dan mag iemand anders er arbeid op uitoefenen en daarvan de vruchten nemen. Er bestaat dan geen loonarbeid meer, want als meerdere mensen werken met dezelfde productiemiddelen dan hebben allen gelijke zeggenschap over de verdeling van de geproduceerde goederen of omzet. Proudhon beschouwt eigendom als diefstal, omdat het in vele gevallen een onrechtmatige toe-eigening is van het rechtmatige vruchtgebruik van de arbeiders.

### Kritiek op de occupatietheorie
Volgens Proudhon heeft elke mens het recht op leven. Een recht op leven betekent een recht op de noodzakelijke middelen om te leven. Als het onrechtvaardig is om het leven van een onschuldige persoon te nemen, dan is de ontneming van de hem benodigde middelen om te leven ook onrechtvaardig. Als de mens het recht heeft om te leven, dan heeft die persoon ook het recht op de bestaansmiddelen om te leven. Bestaansmiddelen kunnen alleen verkregen worden door arbeid. Dit betekent dat iedereen de mogelijkheid moet krijgen om arbeid te leveren en daardoor de bestaansmiddelen te krijgen. En als iedereen hetzelfde recht op het uitoefenen van arbeid heeft, dan moet iedereen de mogelijkheid krijgen op (tijdelijke) occupatie van de middelen voor productie – zoals grond en grondstoffen – zodat men kan werken. Iedereen heeft gelijke recht op occupatie wegens het gelijke recht op leven. Als de eerste eigenaars alles hebben geoccupeerd dan kunnen anderen niet werken omdat ze geen middelen hebben om te werken. Als bijvoorbeeld de grond wordt toegeëigend en exclusief gebruikt wordt door de eigenaar, dan kunnen anderen niet arbeiden en dus ook geen bestaansmiddelen krijgen om te kunnen leven van hun eigen arbeid.

### Kritiek op de arbeidstheorie

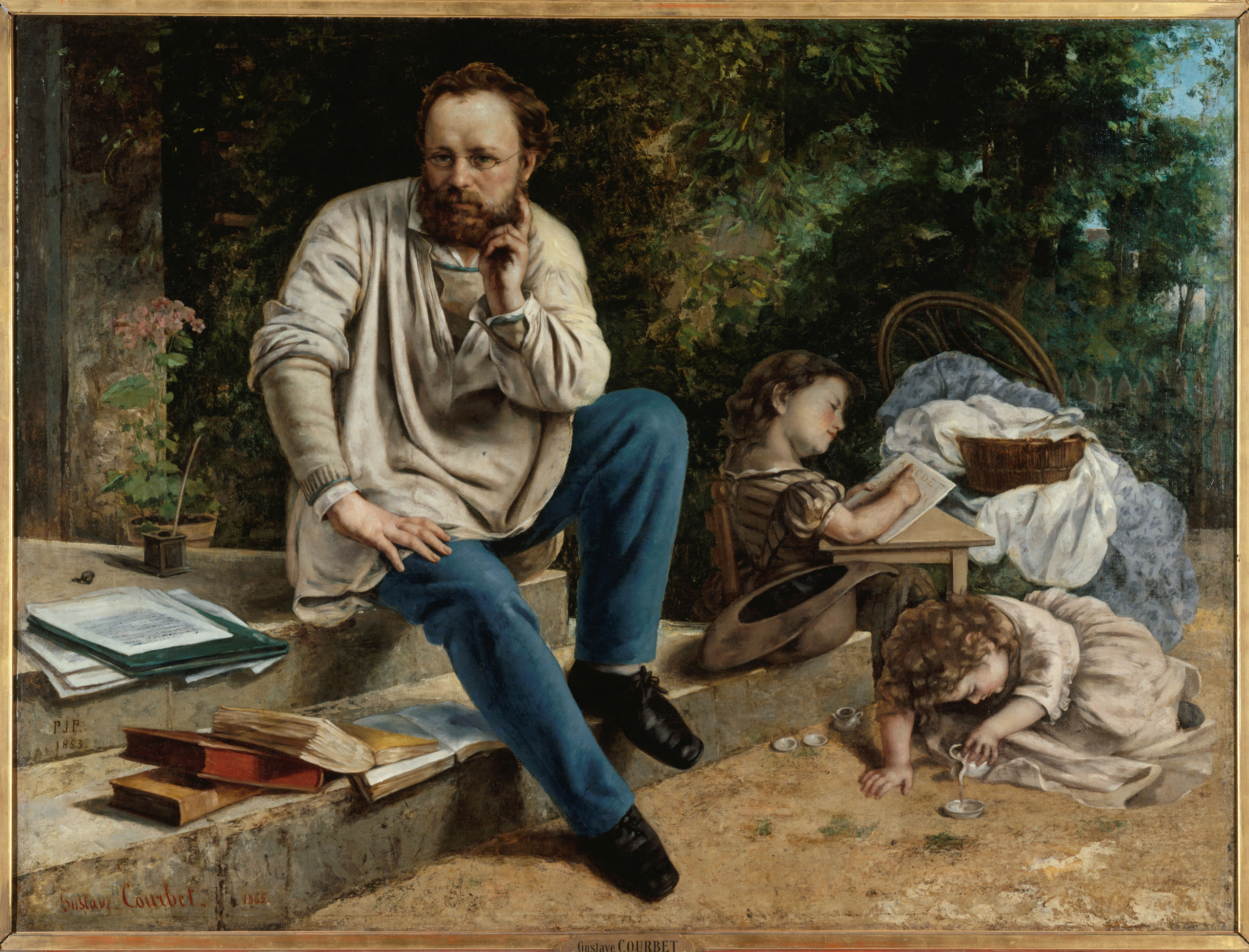
Proudhon en zijn kinderen

Volgens Victor Considerant mag iemand zich een object toe-eigenen als hij het heeft gecreëerd door arbeid. Proudhon bekritiseert deze redenering door op te wijzen dat de mens niet het land creëert dat hij bewerkt. De mens maakt ook niet het konijn, maar hij slacht hem. De mens creëert ook niet de groente, maar hij zaait, bemest en oogst het.
John Locke beweerde dat eigendom wordt verkregen door arbeid, omdat men de vruchten van hun arbeid moeten krijgen. Echter, dat zou volgens Proudhon betekenen dat iemand wel de eigendom kan krijgen van wat hij produceert, maar niet van de middelen om te produceren. Want het middel – bijvoorbeeld grond – heeft hij alleen gebruikt om te kunnen arbeiden. De boer heeft het recht op de vruchten van zijn arbeid, maar dat geeft geen recht op de grond. De boer wordt daarmee niet de eigenaar van de grond, net zoals de visser die de meeste vis vangt ook niet de eigenaar wordt van de oceaan.
Volgens de arbeidstheorie wordt diegene die ergens arbeid op uitoefent de eigenaar van het product. Maar dat zou volgens Proudhon ook gelden voor de loonarbeider. Zelfs na het krijgen van loon heeft de werknemer mede-eigendomsrecht op het ding, want arbeid is de bron van eigendom en kan dus niet ondergeschikt worden gemaakt aan eigendom. De loonarbeider kan met zijn loon niet hetzelfde hoeveelheid van zijn product kopen dat hijzelf gemaakt heeft, wat betekent dat een deel van de vruchten van zijn arbeid is ontstolen. Iemand die vijf stoelen binnen vijf uur maakt in loondienst kan deze niet kopen met zijn loon van vijf uren.

### Kritiek op het communisme
In het boek bekritiseerde Proudhon ook het communisme. Volgens Proudhon leefde de mensen in eerste instantie in een vorm van communisme en dit oercommunisme was de eerste vorm van slavernij. Volgens Proudhon is privé-eigendom ontstaan uit verzet tegen de communistische slavernij. Proudhon was daarnaast tegen het moderne communisme, omdat alle macht wordt gecentraliseerd bij de overheid.

### Anarchisme
Proudhon introduceerde in het boek het woord anarchisme en hij was ook de eerste persoon die zichzelf anarchist noemde. Anarchie betekent in het Grieks zonder heerser. Volgens Proudhon is het anarchisme een situatie waar niemand wordt overheerst en niemand heerst over anderen. Proudhon wilde het anarchisme verwezenlijken op vreedzame wijze. Eigendom moest ook vreedzaam verdwijnen en overgaan naar vruchtgebruik.

## Nederlandse vertaling
- Pierre-Joseph Proudhon, Wat is eigendom? Onderzoek naar de beginselen van recht en bestuur, vert. Zsuzsó Pennings, 2015. ISBN 9789086841080